# Puerto Maldonado

Puerto Maldonado är huvudort i departementet Madre de Dios i Peru, och en kommersiell knutpunkt i Amazonas. Folkmängden uppgick till 74 494 invånare 2015. Staden grundades av Carlos Leon-Velarde Valcarcel och är belägen vid den plats där floderna Tambopata och Madre de Dios flyter samman. Viktiga näringar i staden är utvinning och produktion av trä, guld, kautschuk och petroleum. Under de senaste åren har den ekologiska turismen och marknadsföringen av Nationalparken Manu och nationalreservatet Tambopata förvandlat staden till genomfartsort för besökare till dessa platser.